# Vieira do Minho
Pour les articles homonymes, voir Vieira.
Vieira do Minho est une municipalité (en portugais : concelho ou município) du Portugal, située dans le district de Braga et la région Nord. Elle appartenait à l'ancienne région du Minho.

## Géographie
Vieira do Minho est limitrophe :
- au nord, de Terras de Bouro,
- au nord et à l'est, de Montalegre,
- au sud-est, de Cabeceiras de Basto,
- au sud, de Fafe,
- au sud-ouest, de Póvoa de Lanhoso,
- au nord-ouest, d'Amares.

## Histoire
En 1514, Manuel Ier accorde une charte à la municipalité de Vieira. Elle comprend d'abord les paroisses de Cantelães, Eira Vedra, Mosteiro, Pinheiro, Tabuaças et Vilarchão, puis s'étend en absorbant des paroisses des municipalités voisines de Lanhoso, Parada de Bouro, Ribeira de Soas, Ruivães et Vila Boa da Roda.
Le 29 mai 1933, le décret-loi no 22593 renomme officiellement la municipalité de Vieira en Vieira do Minho et crée par la même occasion la paroisse civile de Vieira do Minho, qui devient le siège de la municipalité.

## Démographie
| 1801  | 1849   | 1900   | 1930   | 1960   | 1981   | 1991   | 2001   | 2004   |
| ----- | ------ | ------ | ------ | ------ | ------ | ------ | ------ | ------ |
| 3 953 | 13 465 | 14 904 | 15 382 | 18 920 | 17 931 | 15 775 | 14 724 | 14 474 |

| 2011   | - | - | - | - | - | - | - | - |
| ------ | - | - | - | - | - | - | - | - |
| 12 997 | - | - | - | - | - | - | - | - |

## Subdivisions

Carte des paroisses de Vieira do Minho.

Depuis la loi no 11-A/2013 du 28 janvier 2013, portant réorganisation administrative du territoire des freguesias, la municipalité de Vieira do Minho regroupe 16 paroisses (freguesia, en portugais) contre 21 auparavant :
- Anissó e Soutelo (fusion d'Anissó et Soutelo)
- Anjos e Vilar do Chão (fusion d'Anjos et Vilar do Chão)
- Caniçada e Soengas (fusion de Caniçada et Soengas)
- Cantelães
- Eira Vedra
- Guilhofrei
- Louredo
- Mosteiro
- Parada de Bouro
- Pinheiro
- Rossas
- Ruivães e Campos (fusion de Ruivães et Campos)
- Salamonde
- Tabuaças
- Ventosa e Cova (fusion de Ventosa et Cova)
- Vieira do Minho